# 迦拿
加利利的迦拿（阿拉伯语：‎，羅馬化：Qana al-Jalil）是《約翰福音》中迦拿的婚礼的举办地。此次婚礼上，耶稣施展了变水为酒的神迹。
该地的位置存在争议，被认为可能是迦拿的地点主要有四个：以色列的坎纳村、加纳遗址、赖内赫和黎巴嫩的加纳。“迦拿”一名可能源自希伯来语或亞拉姆語的“芦苇”一词。